# Димитри Кипиани
Димитри Кипиани (на грузински: დიმიტრი ყიფიანი) е грузински княз, политик и писател.
Роден е на 26 април (14 април стар стил) 1814 година в Мерети в благородническо семейство. От ранна възраст се включва в грузинското национално движение и през 1832 година е заточен във Вологда. След връщането си в Грузия през 1837 година работи в държавната администрация и става известен като един от водачите на грузинската либерална аристокрация. През 1864 – 1870 година е избран за предводител на дворянството в Тифлиска губерния, през 1876 – 1879 година е градоначалник на Тифлис, а през 1885 година е избран за предводител на дворянството в Кутаиска губерния.
През 1886 година, когато руският екзарх на Грузия Павел Лебедев обявява анатема над целия грузински народ, Кипиани му изпраща открито писмо, в което го призовава да напусне страната. По тази причина Димитри Кипиани е отстранен от постовете си и е отведен в Ставропол, където е убит на 5 ноември (24 октомври стар стил) 1887 година.
През 2007 година Кипиани е канонизиран от Грузинската православна църква като светец.